# Tata Amaral
Márcia Lellis de Souza Amaral, plus connue sous le nom de Tata Amaral, est une réalisatrice brésilienne née à São Paulo le 19 septembre 1960.

## Biographie
Pendant ses années de lycée, Amaral se consacre à l'anglais et au ballet (elle pratique la danse plusieurs heures par jour). Tata Amaral étudie au Colégio Equipe à São Paulo. À 16 ans, elle rencontre un jeune étudiant nommé Serguei, qui deviendra le père de sa fille, et emménage avec lui. En 1976, pendant la dictature brésilienne, Serguei et le futur réalisateur Eduardo Caron la font entrer dans une organisation clandestine socialiste, Libertade e Luta. En août 1979, Amaral donne naissance à une petite fille, Ana Carolina. Quelques mois plus tard, elle perd son compagnon Serguei dans un accident de voiture. 

## Carrière
Amaral déclare avoir toujours aimé le cinéma et avoir possédé dès ses 16 ans un carnet où elle écrivait le nom de titres de films. Après le lycée, elle intègre la ECA (École de Communication et d'Arts) de São Paulo. Avec le futur réalisateur Francisco César Filho, elle assiste à un cours de cinéma à l'ECA et étudie la production de films. Elle commence alors à produire de nombreux films de l'ECA à partir de 1983. Entre 1986 et 1994, elle réalise plusieurs courts métrages dont plusieurs en collaboration avec Francisco César Filho, qui est alors son compagnon. 
En 1996, Amaral réalise son premier long métrage, Un ciel plein d'étoiles, qui remporte plusieurs prix au Festival du film brésilien de Brasilia, et à d'autres festivals à La Havane et São Paulo entre autres. Ce film est considéré par les critiques comme l'un des films brésiliens les plus importants des années 1990. Son deuxième long métrage Par la fenêtre (2000), mettant en scène l'actrice brésilienne Laura Cardoso, remporte le prix du meilleur film au Festival de Recife et plusieurs prix au Festival de cinéma brésilien de Miami (notamment pour la réalisation et le scénario).

## Influences
Tata Amaral cite notamment les réalisateurs Nelson Pereira dos Santos, Sidney Lumet, Steven Spielberg, Jim Jarmush et Jean-Luc Godard parmi ses influences.

## Filmographie (en tant que réalisatrice)

### Courts métrages
- Mude Seu Dial: Um Rádio-Clip com as Ondas do Ar (1986)
- História Familiar (1988)
- Viver a Vida (1991)
- Carnaval dos Deuses (2010)

### Documentaires
- Poema: Cidade (1986)
- O Rei do Carimã (2009)

### Séries télévisées
- Antônia : deux épisodes (2006)
- Trago Comigo : un épisode (2009)
- Psi : deux épisodes (2015)

### Longs métrages
- Un ciel plein d'étoiles (1996)
- Par la fenêtre (2000)
- Antônia: O Filme (2006)
- Hoje (2001)
- Trago Comigo (2013)

## Sources
- (pt) - O cinema da retomada: depoimentos de 90 cineastas dos anos 90 de Lúcia Nagib (2002) Editora 34 - Pages 42 à 47